# Muntzenheim
Muntzenheim là một xã ở tỉnh Haut-Rhin trong vùng Grand Est ở đông bắc Pháp. Xã này có diện tích 6,48 km², dân số năm 1999 là 1041 người. Khu vực này có độ cao 181 mét trên mực nước biển.